# Monserrato (Agrigento)
Monserrato è una borgata di circa 4 000 abitanti, a 100 s.l.m frazione del comune di Agrigento. Dista da centro cittadino circa 2 km. Confina con le frazioni di Agrigento centro da cui dista appunto 2 km, con la vicinissima Villaseta la cui distanza è di 200 metri, con Montaperto e il Quadrivio Spinasanta e la distanza con quest'ultima è di 3.5 km. Confina invece con il comune limitrofe di Porto Empedocle la cui distanza è di 1.3 km.

## Storia
Quartiere residenziale sorto dopo la frana del 1966 e che accolse le famiglie dei senzatetto dell'antico quartiere del Rabato. Sorge sull'antico colle Toro, sulla quale furono posti gli accampamenti dei cartaginesi prima, durante l'assedio di Agrigento del 406 a.C., e dei romani poi, 210 a.C. in occasione della definitiva espugnazione dell'arce agrigentina. Fino a qualche secolo fa vi sorgeva l'antica chiesa della Madonna di Monserrato costruita durante il periodo aragonese, in ricordo di quella più famosa che sorge nei pressi di Barcellona in Catalogna sul colle di Montserrat.

## Architetture civili
Monserrato è collegata alla frazione di Villaseta dal viadotto Akragas.